# Microcara testacea
Microcara testacea là một loài bọ cánh cứng trong họ Scirtidae. Loài này được Linnaeus miêu tả khoa học năm 1767.